# گودزیلا و کونگ: امپراتوری جدید
گودزیلا و کونگ: امپراتوری جدید (انگلیسی: Godzilla x Kong: The New Empire) یک فیلم هیولایی آمریکایی محصول ۲۰۲۴ به کارگردانی آدام وینگارد است. این فیلم که به‌وسیلهٔ لجندری پیکچرز تولید و به‌وسیلهٔ برادران وارنر پیکچرز توزیع شد، دنباله‌ای بر گودزیلا در برابر کونگ (۲۰۲۱)، و پنجمین فیلم در دنیای سینمایی هیولاها به‌شمار می‌رود. همچنین سی و هشتمین فیلم در فرنچایز گودزیلا، سیزدهمین فیلم در فرنچایز کینگ کنگ و پنجمین فیلم گودزیلا است که کاملاً به‌وسیلهٔ یک استودیوی فیلم آمریکایی ساخته شده است. بازیگران فیلم شامل ربکا هال، برایان تایری هنری، دن استیونز، کیلی هوتل، الکس فرنس، و فالا چن می‌شوند.
با توجه به موفقیت گودزیلا در برابر کونگ در گیشه و استریم طی همه‌گیری کووید-۱۹، لجندری در مارس ۲۰۲۲ ساخت دنبالهٔ آن را اعلام کرد. در مهٔ ۲۰۲۲ اعلام شد که وینگارد برای کارگردانی بازخواهد گشت و استیونز به عنوان بازیگر نقش اول انتخاب شد. فیلمبرداری در ژوئیهٔ ۲۰۲۲ در گلد کوست آغاز شد و در نوامبر ۲۰۲۲ به پایان رسید.
گودزیلا و کونگ: امپراتوری جدید در ۲۵ مارس ۲۰۲۴ در سالن نمایش چینی گرامن در لس آنجلس به نمایش درآمد و در ۲۹ مارس در ایالات متحده منتشر شد. این فیلم نقدهای ضد و نقیضی از سوی منتقدان گرفت و بیش از ۵۶۸ میلیون دلار در جهان فروش داشته و به پنجمین فیلم پرفروش ۲۰۲۴ تبدیل شده است. دنبالهٔ این فیلم قرار است در سال ۲۰۲۷ منتشر شود.

## داستان
سه سال پس از شکست دادن مکان‌گودزیلا، کونگ قلمرو جدید خود را در زمین توخالی بنیان گذاشته و در جست‌وجوی هم‌نوعان خود است. در سطح زمین، گودزیلا همچنان نظم را میان انسان‌ها و هیولاهای غول‌پیکر که با عنوان «تایتان» شناخته می‌شوند، حفظ می‌کند — او تایتانوس سیلا را در رم، ایتالیا می‌کشد و سپس در کولوسئوم به استراحت می‌پردازد.
در یکی از پایگاه‌های رصد سازمان مونارک در زمین توخالی، سیگنالی ناشناس دریافت می‌شود. در سطح زمین، این سیگنال باعث می‌شود «جیا»، آخرین بازمانده شناخته‌شدهٔ قبیلهٔ ایوی از جزیره جمجمه، در مدرسه دچار توهم و رؤیاهایی شود؛ مسئله‌ای که مادرخوانده‌اش و متخصص کونگ، دکتر آیلین اندروز را نگران می‌کند. در همین حال، گودزیلا نیز این سیگنال را حس می‌کند، رم را ترک می‌کند و به یک نیروگاه هسته‌ای در فرانسه حمله می‌کند تا پرتو جذب کند. او سپس به لانهٔ تایتان تیامات در قطب شمال می‌رود. مونارک معتقد است گودزیلا خود را برای تهدیدی قریب‌الوقوع آماده می‌کند.
وقتی فروچالی در نزدیکی خانه‌اش باز می‌شود، کونگ به قلمروی ناشناخته‌ای در دل زمین وارد می‌شود، جایی که قبیله‌ای از گونهٔ خودش از جمله یک نابالغ به نام «سوکو» زنده مانده‌اند. پس از رویارویی‌ای کوتاه، کونگ سوکو را قانع می‌کند که او را به محل زندگی قبیله ببرد، و در مسیر، این دو به‌تدریج با یکدیگر پیوند عاطفی می‌یابند.
اندروز و جیا، به همراه دام‌پزشک تایتان‌ها، «ترپر»، و پادکستر تئوری‌پرداز، «برنی هیز»، به زمین توخالی می‌روند تا منشأ سیگنال را پیدا کنند. آن‌ها پایگاه مونارک را نابودشده می‌یابند. با دنبال کردن سیگنال، معبدی را کشف می‌کنند که به بخش زیرزمینی‌ای می‌رسد که قبیله‌ای باقی‌مانده از ایوی‌ها در آن زندگی می‌کنند؛ قبیله‌ای که با توانایی ذهن‌خوانی با یکدیگر ارتباط برقرار می‌کنند و در زیر درگاه‌هایی به سطح زمین زندگی می‌کنند. در بررسی معبد، گروه متوجه می‌شود که سیگنال درواقع فراخوان کمکی ذهنی از سوی ایوی‌ها بوده است. اندروز در حالی که جیا را در حال معاشرت با ایوی‌ها تماشا می‌کند، به ترپر می‌گوید که می‌ترسد جیا بخواهد نزد قومش بماند و شاید مجبور شود این را بپذیرد.
در درون معبد، اندروز نگاره‌هایی هیروگلیفی پیدا می‌کند که گذشته و آینده را نشان می‌دهد: میمونی ستمگر به نام «شاه اسکار» زمانی قصد تسخیر سطح زمین را داشته و با گونهٔ گودزیلا جنگ به‌راه انداخته است که باعث عصر یخبندان شده، اما گودزیلا او را شکست داده و همراه با قبیله‌اش در اعماق زمین توخالی به دام انداخته است. پیش‌گویی‌ها همچنین نشان می‌دهند که جیا کلید بیدار کردن موترا است.
کونگ با قبیلهٔ میمون‌ها مواجه می‌شود و با شاه اسکار روبه‌رو می‌شود؛ شاه اسکار تایتان یخ‌دم خود، «شیمو»، را احضار می‌کند، که با استفاده از بلوری دردآور تحت سلطه‌اش قرار دارد. نفس یخی شیمو باعث سرمازدگی در بازوی راست کونگ می‌شود. با کمک سوکو، کونگ موفق به فرار می‌شود، هرچند تبرش را از دست می‌دهد.
کونگ، جیا را حس می‌کند و به معبد می‌رسد؛ جایی که ترپر دستکش بیرونی نمونه‌سازی‌شده‌ای برای درمان و تقویت بازوی سرمازدهٔ او به کار می‌برد. بی‌آن‌که آن‌ها بدانند، میمون دیگری آنان را تعقیب کرده و به شاه اسکار خبر می‌دهد که سپر محافظی که به درگاه‌های سطح زمین منتهی می‌شود، باز شده است. جیا موفق می‌شود موترای باززاده‌شده را بیدار کند.
در همین حال، گودزیلا تیامات را می‌کشد و از لانه‌اش پرتو کیهانی جذب می‌کند؛ عملی که باعث می‌شود صفحات پشتی‌اش به رنگ ارغوانی درآیند. برای جلب گودزیلا به زمین توخالی، کونگ در قاهره ظاهر می‌شود و او را صدا می‌زند. علی‌رغم تلاش کونگ برای ارتباط، گودزیلا خشمگین به او حمله می‌کند و میان آن دو درگیری کوتاهی درمی‌گیرد، تا این‌که موترا مداخله می‌کند و گودزیلا را آرام می‌سازد. این سه تایتان به زمین توخالی بازمی‌گردند و با نیروهای شاه اسکار وارد نبرد می‌شوند. شاه اسکار و شیمو از یکی از درگاه‌ها فرار کرده و به سطح زمین در ریو دو ژانیرو می‌رسند، جایی که شیمو به فرمان شاه اسکار عصر یخبندان دوم را آغاز می‌کند. جنگ میان دو جناح برابر است، تا این‌که سوکو با تبر کونگ از راه می‌رسد و بلور کنترل را نابود می‌کند. شیمو که اکنون آزاد شده، به شاه اسکار پشت می‌کند و او را منجمد می‌سازد، و کونگ او را در این حالت به تکه‌تکه می‌شکند.
پس از آن‌که گودزیلا با نفس اتمی‌اش یخبندان شیمو را از بین می‌برد، به کولوسئوم بازمی‌گردد تا دوباره در آن‌جا بیارامد. جیا نگرانی اندروز را برطرف می‌کند و تصمیم می‌گیرد نزد او بماند. موترا سد محافظ خانهٔ ایوی‌ها و درگاه‌ها را بازسازی می‌کند. کونگ نیز همراه با شیمو و سوکو به زمین توخالی بازمی‌گردد و رهبر جدید قبیلهٔ میمون‌ها می‌شود.

## بازیگران
- دن استیونز
- ربکا هال در نقش دکتر ایلین اندروز
- برایان تایری هنری در نقش برنی هیز
- کیلی هاتل در نقش جیا
- فالا چن
- الکس فرنس
- ریچل هاوس

## تولید
در اوت ۲۰۲۱، نویسنده مکس بورنشتاین اظهار داشت که به دلیل موفقیت فیلم گودزیلا در برابر کونگ «قست‌های جدید و جالبی در راه هستند». در مارس ۲۰۲۲ اعلام شد که دنباله‌ای برای فیلم ۲۰۲۱ اعلام شد و فیلمبرداری برای اواخر سال در گلد کوست، کوئینزلند و دیگر مکان‌های جنوب شرقی کوئینزلند تنظیم شد. در مه ۲۰۲۲ اعلام شد که وینگارد برای کارگردانی بازخواهد گشت و دن استیونز نقش اصلی را بر عهده گرفته است. وینگارد و استیونز قبلاً در میهمان (۲۰۱۴) با هم کار کرده بودند. در ۱۹ مه ۲۰۲۲ پروداکشن ویکلی گزارش داد که عنوان کاری دنباله، ریشه‌ها است.  در ژوئن ۲۰۲۲، فاش شد که ماری پارنت، الکس گارسیا، اریک مک‌لئود، توماس تال و جان جاشنی برای تهیه‌کنندگی بازخواهند گشت.

### فیلم‌برداری
تصویربرداری اصلی در گلد کوست، کوئینزلند در ۲۹ ژوئیه ۲۰۲۲ آغاز شد.

## انتشار
این فیلم در ۲۹ مارس ۲۰۲۴ در سینماهای ایالات متحده اکران شد.